# Adobe InDesign
Adobe InDesign là một ứng dụng phần mềm sắp xếp và xuất bản trên máy tính để bàn được sản xuất bởi Adobe Systems. Nó có thể được sử dụng để tạo ra các tác phẩm như áp phích, tờ rơi, tài liệu quảng cáo, tạp chí, báo, bài viết, thuyết trình, sách và sách điện tử. InDesign cũng có thể xuất bản nội dung phù hợp cho các thiết bị máy tính bảng kết hợp với Adobe Digital Publishing Suite. Các nhà thiết kế đồ họa và nghệ sĩ sản xuất là những người sử dụng chính, tạo ra và đưa ra các ấn phẩm, áp phích và phương tiện in ấn định kỳ. Nó cũng hỗ trợ xuất sang định dạng EPUB và SWF để tạo sách điện tử và ấn phẩm kỹ thuật số, bao gồm tạp chí kỹ thuật số và nội dung phù hợp để tiêu thụ trên máy tính bảng. Ngoài ra, InDesign hỗ trợ XML, biểu định kiểu và đánh dấu mã hóa khác, làm cho nó phù hợp để xuất nội dung văn bản được gắn thẻ để sử dụng trong các định dạng kỹ thuật số và trực tuyến khác. Trình xử lý văn bản Adobe InCopy sử dụng cùng một công cụ định dạng

## Lịch sử
InDesign là sự kế thừa của Adobe PageMaker, được Adobe mua lại khi mua Aldus vào cuối năm 1994. (Freehand, một đối thủ cạnh tranh với Adobe Illustrator và cũng do Aldus sản xuất, đã được bán cho Altsys, nhà sản xuất Fontogograph.) đã mất gần như toàn bộ thị trường chuyên nghiệp cho QuarkXPress 3.3 tương đối giàu tính năng, phát hành năm 1992 và 4.0, phát hành năm 1996. Quark tuyên bố ý định mua lại Adobe  và thoái vốn khỏi công ty kết hợp của PageMaker để tránh chống lại vấn đề niềm tin. Adobe từ chối lời đề nghị Quark và thay vào đó tiếp tục hoạt động trên một ứng dụng bố cục trang mới. Dự án đã được bắt đầu bởi Aldus và có tên mã là "Shuksan". Sau đó, nó được đặt tên mã là "K2" và được phát hành dưới tên InDesign 1.0 vào năm 1999.
Phần mềm InDesign mới ban đầu được ra mắt tại Anh thông qua một loạt các cuộc họp khách sạn quảng cáo. Tiếp thị tập trung vào đề cập đến kiến trúc phần mềm mới - một hạt nhân phần mềm trung tâm nhỏ (khoảng 2Mb) mà các tiện ích bổ sung sẽ được củng cố khi chức năng của chương trình được mở rộng trong các phiên bản sau. Điều này nghe có vẻ ấn tượng. Tuy nhiên, Trình điều khiển máy in PS cho InDesign 1.0 là một ứng dụng bên ngoài có xu hướng gặp phải các vấn đề tham nhũng thường xuyên, đòi hỏi phải đăng ký lại định kỳ của mục này. Các bản sao của InDesign 1.5 thường được cho đi khi nhận thấy rằng một loạt các lỗi phải được sửa chữa. Bởi InDesign 2.0, Trình điều khiển Máy in nóng tính được nhúng trong phần mềm chính. Kiến trúc 'kernel' nổi tiếng không bao giờ được nhắc đến nữa.
InDesign là phần mềm xuất bản máy tính để bàn (DTP) Mac OS X đầu tiên. Trong phiên bản 3 (InDesign CS), nó đã nhận được sự tăng cường trong phân phối bằng cách đi kèm với Photoshop, Illustrator và Acrobat trong Creative Suite.
InDesign xuất tài liệu ở Định dạng Tài liệu Di động của Adobe (PDF) và có hỗ trợ đa ngôn ngữ. Đây là ứng dụng DTP đầu tiên hỗ trợ Unicode để xử lý văn bản, kiểu chữ nâng cao với phông chữ OpenType, tính năng trong suốt nâng cao, kiểu bố cục, căn chỉnh lề quang học và tập lệnh đa nền tảng bằng JavaScript.
Các phiên bản sau của phần mềm đã giới thiệu các định dạng tệp mới. Để hỗ trợ các tính năng mới, đặc biệt là typographic, được giới thiệu với InDesign CS, cả chương trình và định dạng tài liệu của nó đều không tương thích ngược. Thay vào đó, InDesign CS2 đã giới thiệu định dạng INX (.inx), một biểu diễn tài liệu dựa trên XML, để cho phép khả năng tương thích ngược với các phiên bản trong tương lai. Các phiên bản InDesign CS được cập nhật với bản cập nhật 3.1 tháng 4 năm 2005 có thể đọc các tệp được lưu trong InDesign CS2 được xuất sang định dạng.inx. Định dạng InDesign Interchange không hỗ trợ các phiên bản sớm hơn InDesign CS. Với InDesign CS4, Adobe đã thay thế INX bằng Ngôn ngữ đánh dấu InDesign (IDML), một đại diện tài liệu dựa trên XML khác.
Adobe đã làm việc với việc cung cấp tính năng 'Kéo và Thả' và tính năng này đã khả dụng sau năm 2004 nhưng bị hạn chế trong việc bỏ đồ họa và hình ảnh, không phải văn bản. Adobe đã phát triển InDesign CS3 (và Creative Suite 3) dưới dạng phần mềm nhị phân phổ quát tương thích với máy Mac gốc Intel và PowerPC vào năm 2007, hai năm sau lịch trình năm 2005 được công bố, gây bất tiện cho những người dùng Mac dựa trên Intel. Giám đốc điều hành Adobe Bruce Chizen đã tuyên bố rằng "Adobe sẽ là người đầu tiên với một dòng ứng dụng hoàn chỉnh".  Phiên bản Mac CS2 có mã được tích hợp chặt chẽ với kiến trúc PPC và không tương thích với bộ xử lý Intel trong các máy mới của Apple, do đó việc chuyển sản phẩm sang nền tảng khác khó khăn hơn dự đoán. Adobe đã phát triển ứng dụng CS3 tích hợp các sản phẩm Macromedia (2005), thay vì biên dịch lại CS2 và đồng thời phát triển CS3. Đến thời điểm này, 'Kéo và thả' loại đã có sẵn.

### InDesign và Leopard
InDesign CS3 ban đầu có vấn đề tương thích nghiêm trọng với Leopard (Mac OS X 10.5), như Adobe đã nói: "InDesign CS3 có thể thoát bất ngờ khi sử dụng các lệnh Place, Save, Save As hoặc Xuất bằng hộp thoại OS hoặc Adobe. không có cách giải quyết cho những vấn đề đã biết này. "  Apple đã sửa lỗi này với bản cập nhật OS X 10.5.4 của họ.

### Phiên bản máy chủ
Vào tháng 10 năm 2005, Adobe đã phát hành InDesign Server CS2, phiên bản sửa đổi của InDesign (không có giao diện người dùng) cho các nền tảng máy chủ Windows và Macintosh. Nó không cung cấp bất kỳ ứng dụng chỉnh sửa nào; thay vào đó, nó được các nhà phát triển sử dụng để tạo ra các giải pháp máy chủ của khách hàng với công nghệ trình cắm thêm InDesign.  Vào tháng 3 năm 2007, Adobe chính thức công bố Adobe InDesign CS3 Server như một phần của gia đình Adobe InDesign.

## Phiên bản
- InDesign 1.0 (tên mã là Shuksan, sau đó là K2): ngày 31 tháng 8 năm 1999;
- InDesign 1.0J (tên mã Hotaka): Hỗ trợ của Nhật Bản;
- InDesign 1.5 (tên mã Sherpa): Tháng 4 năm 2001;
- InDesign 2.0 (tên mã Annapurna): Tháng 1 năm 2002 (chỉ vài ngày trước QuarkXPress 5). Phiên bản đầu tiên để hỗ trợ Mac OS X, trong suốt bản gốc và đổ bóng;
- InDesign CS (tên mã Dragontail) và InDesign CS Page Maker Edition (3.0): Tháng 10 năm 2003;
- InDesign CS2 (4.0) (tên mã Firedrake): tháng 5 năm 2005;
- Máy chủ InDesign (tên mã là Giám mục): Tháng 10 năm 2005;
- InDesign CS3 (5.0) (tên mã Cobalt): Tháng 4 năm 2007 Phiên bản đầu tiên hỗ trợ máy Mac dựa trên Intel, biểu thức chính quy và kiểu bảng;
- Máy chủ InDesign CS3 (tên mã Xenon): Tháng 5 năm 2007;
- InDesign CS4 (6.0) (tên mã Basil): tháng 10 năm 2008;
- Máy chủ InDesign CS4 (tên mã là Thyme);
- InDesign CS5 (7.0) (tên mã): Tháng 4 năm 2010;
- InDesign CS6 (8.0) (tên mã là 980): ngày 23 tháng 4 năm 2012; (Phiên bản 32 bit cuối cùng, phiên bản được cấp phép vĩnh viễn cuối cùng)
- InDesign CC (9.2) (tên mã là Cican): ngày 15 tháng 1 năm 2014;
- InDesign CC 2014 (10) (tên mã Sirius): ngày 18 tháng 6 năm 2014;
- InDesign CC 2014.1 (10.1): ngày 6 tháng 10 năm 2014;
- InDesign CC 2014.2 (10.2): ngày 11 tháng 2 năm 2015;
- InDesign CC 2015 (11.0): ngày 15 tháng 6 năm 2015;
- InDesign CC 2015.1 (11.1): ngày 11 tháng 8 năm 2015;
- InDesign CC 2015.2 (11.2): ngày 30 tháng 11 năm 2015;
- InDesign CC 2015.4 (11.4): ngày 20 tháng 6 năm 2016;
- InDesign CC 2017 (12.0): ngày 2 tháng 11 năm 2016;
- InDesign CC 2017.1 (12.1): ngày 14 tháng 4 năm 2017;
- InDesign CC 2018 (13.0): ngày 18 tháng 10 năm 2017;
- InDesign CC 2018 (13.0.1): tháng 11 năm 2017;
- InDesign CC 2018.1 (13.1): Tháng 3 năm 2018.
- InDesign CC 2018.2 (13.2): Tháng 3 năm 2018.
- InDesign CC 2019 (14.0.1): Tháng 11 năm 2018.
- InDesign CC 2019 (14.0.2): Tháng 4 năm 2019.
- InDesign CC 2019 (14.0.3.433): Tháng 9 năm 2019.
- InDesign CC 2020 (15.0): Tháng 11 năm 2019.
- InDesign CC 2020 (15.0.1): Tháng 12 năm 2019.

Theo quy định, các phiên bản mới hơn có thể mở các tệp được tạo bởi các phiên bản cũ hơn, nhưng điều ngược lại là không đúng. Các phiên bản hiện tại có thể xuất tệp InDesign dưới dạng tệp IDML (Ngôn ngữ đánh dấu InDesign), có thể được mở bằng các phiên bản InDesign từ CS4 trở lên; các phiên bản cũ hơn từ CS4 trở xuống có thể xuất thành tệp INX (định dạng InDesign Interchange).  

## Quốc tế hóa và nội địa hóa
Phiên bản InDesign Trung Đông đi kèm với các cài đặt đặc biệt để bố trí văn bản tiếng Ả Rập hoặc tiếng Do Thái. Họ có tính năng:
- Cài đặt văn bản: Cài đặt đặc biệt để bố trí văn bản tiếng Ả Rập hoặc tiếng Do Thái, như:
  1. Khả năng sử dụng các chữ số Ả Rập, Ba Tư hoặc Hindi;
  2. Sử dụng kashidas cho khoảng cách chữ và biện minh đầy đủ;
  3. Tùy chọn chữ ghép;
  4. Điều chỉnh vị trí của dấu phụ, chẳng hạn như nguyên âm của chữ viết Ả Rập;
  5. Xác minh văn bản theo ba cách có thể: Tiêu chuẩn, tiếng Ả Rập, Naskh [ cần giải thích thêm ];
  6. Tùy chọn để chèn các ký tự đặc biệt, bao gồm Geresh, Gershayim, Maqaf cho tiếng Do Thái và Kashida cho các văn bản tiếng Ả Rập;
  7. Áp dụng các kiểu tiêu chuẩn, tiếng Ả Rập hoặc tiếng Do Thái để đánh số trang, đoạn và chú thích.
- Luồng văn bản hai chiều: Khái niệm hành vi từ phải sang trái áp dụng cho một số đối tượng: Câu chuyện, đoạn văn, nhân vật và bảng. Nó cho phép trộn các từ, đoạn và câu chuyện từ phải sang trái và từ trái sang phải trong một tài liệu. Có thể thay đổi hướng của các ký tự trung tính (ví dụ / hoặc?) Theo ngôn ngữ bàn phím của người dùng.Adobe InDesign là một ứng dụng phần mềm sắp xếp và xuất bản trên máy tính để bàn được sản xuất bởi Adobe Systems.
- Mục lục: Cung cấp một bộ các tiêu đề mục lục, một tiêu đề cho mỗi ngôn ngữ được hỗ trợ. Bảng này được sắp xếp theo ngôn ngữ đã chọn. Các phiên bản InDesign CS4 ở Trung Đông cho phép người dùng chọn ngôn ngữ của tiêu đề chỉ mục và tham chiếu chéo.
- Chỉ số: Cho phép tạo chỉ mục từ khóa đơn giản hoặc chỉ mục thông tin chi tiết hơn trong văn bản bằng cách sử dụng mã lập chỉ mục được nhúng. Không giống như các chương trình phức tạp hơn, InDesign không có khả năng chèn thông tin kiểu ký tự như một phần của mục nhập chỉ mục (ví dụ: khi lập chỉ mục sách, tạp chí hoặc tiêu đề phim). Các chỉ số được giới hạn ở bốn cấp độ (cấp cao nhất và ba cấp độ phụ). Giống như các bảng nội dung, các chỉ mục có thể được sắp xếp theo ngôn ngữ đã chọn.
- Nhập và xuất: Có thể nhập các tệp QuarkXPress lên đến phiên bản 4.1 (1999), thậm chí sử dụng phông chữ Ả Rập Xt, Phonyx hoặc tiếng Do Thái XPressWay, giữ nguyên bố cục và nội dung. Bao gồm 50 bộ lọc nhập / xuất, bao gồm bộ lọc nhập Microsoft Word 97-98-2000 và bộ lọc nhập văn bản thuần túy. Xuất khẩu các tệp IDML có thể được đọc bởi QuarkXPress 2017.
- Bố cục ngược: Bao gồm tính năng bố cục ngược để đảo ngược bố cục của tài liệu, khi chuyển đổi tài liệu từ trái sang phải sang tài liệu từ phải sang trái hoặc ngược lại.
- Kết xuất tập lệnh phức tạp: InDesign hỗ trợ mã hóa ký tự Unicode, với các phiên bản Trung Đông hỗ trợ bố cục văn bản phức tạp cho các loại tập lệnh phức tạp của tiếng Ả Rập và tiếng Do Thái. Hỗ trợ tiếng Ả Rập và tiếng Do Thái cơ bản có mặt trong các phiên bản phương Tây của InDesign CS4, CS5, CS5.5 và CS6, nhưng giao diện người dùng không được hiển thị, vì vậy rất khó truy cập.

## Nhóm người dùng
InDesign đã sinh ra 86 nhóm người dùng ở 36 quốc gia với tổng số thành viên hơn 51.000.